# Bothriophryne dispar
Bothriophryne dispar is een vliesvleugelig insect uit de familie Encyrtidae. De wetenschappelijke naam is voor het eerst geldig gepubliceerd in 1939 door Compere.